# Châtel-Saint-Germain
Châtel-Saint-Germain – miejscowość i gmina we Francji, w regionie Grand Est, w departamencie Mozela.
Według danych na rok 1990 gminę zamieszkiwało 1799 osób, a gęstość zaludnienia wynosiła 140 osób/km² (wśród 2335 gmin Lotaryngii Châtel-Saint-Germain plasuje się na 231. miejscu pod względem liczby ludności, natomiast pod względem powierzchni na miejscu 431.).